# 沃扎河戰役
沃扎河戰役（俄语：Битва на реке Воже），是發生在1378年8月11日，莫斯科公國大公德米特里·顿斯科伊和金帳汗國權臣馬麥的戰爭，戰爭目的是懲罰莫斯科公國的不服從。
俄國軍隊由莫斯科王子德米特里·顿斯科伊領導，韃靼軍隊則由穆爾扎別吉奇指揮，兩軍在沃扎河附近相遇，在成功偵察後，德米特里·顿斯科伊設法阻止韃靼軍隊過河，他為他的部隊在山上一個佔領了很好的位置。俄羅斯軍隊形成了以頓斯科伊為中心，和波洛茨克的安德烈為側翼的弓型陣勢。
在等待很長一段時間後別吉奇決定渡河，並從兩側包圍俄羅斯。然而韃靼騎兵的攻擊被俄羅斯反擊擊退。韃靼人開始撤退並引起混亂，許多人淹死在河裡，別吉奇本人也被打死。
沃扎河戰役是俄國人對金帳汗國軍隊第一次大勝利，對俄國有很大的心理影響，因為它展示了韃靼騎兵的弱點，對馬麥而言，沃扎河戰役失利意味著直接的挑戰，引發他兩年後再次發兵莫斯科公國(库里科沃之战)。